# Маркус Винкелхок
Маркус Винкелхок (на германски Markus Winkelhock) е бивш пилот от Формула 1.
Роден на 13 юни 1980 година в Щутгарт, Германия.

## Формула 1
Маркус Винкелхок прави своя дебют във Формула 1 в голямата награда на Европа през 2007 година. В световния шампионат записва 1 състезания, като не успява да спечели точки. Състезава се за отбора на Спайкър.